# باسه سانتا سو
باسه سانتا سو (به لاتین: Basse Santa Su) یک منطقهٔ مسکونی در گامبیا است که در Upper River Division واقع شده‌است. باسه سانتا سو ۱۸،۴۱۴ نفر جمعیت دارد.